# Antônio Ricieri Bariani
Antônio Ricieri Bariani CSsR (Conquista, 24 de dezembro de 1916 — Trindade, 22 de julho de 2019) foi presbítero católico, escritor e poeta brasileiro. Pe. Bariani era o religioso mais velho da Unidade Redentorista de Goiás e também da Arquidiocese de Goiânia.

## Biografia
Padre Antônio nasceu em Guaxima, distrito de Conquista, município localizado no Triângulo Mineiro, filho da brasileira Maria da Loka e do italiano Giuseppe Fioravante Bariani, pais de mais nove filhos (in memoriam). Ainda criança, mudou-se com a família para Igarapava, na fronteira do Estado de São Paulo, onde iniciou seus estudos. Posteriormente, mudou-se para Ribeirão Preto, onde cursou a Escola de Comércio por três anos. Chegou a Trindade em 4 de março de 1939.
Seu pendor para a vida religiosa iniciou ainda na infância, frequentando as missas com sua mãe. Em Ribeirão Preto, foi coroinha da Catedral Metropolitana e, na adolescência, fez parte da Congregação Mariana. Tentou entrar para o seminário arquidiocesano, mas não conseguiu. Anos depois, agora em Goiás, em contato com os padres redentoristas, reafirmou sua vocação para o sacerdócio. Certo dia, através do amigo padre Fernando Albertini, soube que o superior provincial dos redentoristas, padre Geraldo Pires de Sousa, estava em visita a sua cidade. Decidiu então procurá-lo e este o acolheu no Seminário Redentorista Santo Afonso, em Aparecida, São Paulo, pois não havia um seminário em Goiás.
Ricieri fez o noviciado em Pindamonhangaba, SP, e estudou Filosofia e Teologia em Tietê, SP. Foi ordenado presbítero em 6 de janeiro de 1949, na Igreja de São João Bosco, dos padres salesianos, em Goiânia, sendo o primeiro ordenado ali. Três dias depois, cantou sua primeira missa solene na antiga Matriz de Nossa Senhora da da Conceição em Campinas.
Passou seus primeiros anos como sacerdote em Araraquara e em Aparecida, no Estado de São Paulo. Na década de 1950, foi designado para o serviço missionário em Goiás. Morou em Trindade, em Brasília e na Prelazia de Rubiataba, colaborando com Dom Juvenal Roriz, CSsR.
Padre Antônio dedicou muitos anos de sua vida ao serviço de missionário, quer seja viajando pelas comunidades rurais ou nas periferias dos grandes centros urbanos. Conviveu com o Bem-Aventurado padre Pelágio Sauter, chegando a ser seu confessor.
Ao aposentar-se, Bariani foi morar na Casa Paroquial de Trindade. Passou a dedicar-se então à literatura, uma atividade que exercia desde muito jovem, porém sem compromisso até então. Em 2014, instigado pelo sobrinho, o escritor Bariani Ortêncio, padre Antônio publicou seu primeiro livro, Caminhos do Poeta de Deus. Lançou seu segundo livro por ocasião de seu aniversário de cem anos: Meus 100 Anos com Jesus Menino, uma coleção de escritos de sua época como noviço. O lançamento ocorreu após uma missa comemorativa, celebrada pelo padre Robson de Oliveira Pereira, superior provincial dos redentoristas, em 23 de dezembro de 2016, na Matriz de Trindade.
O pe. Bariani faleceu na manhã de 22 de julho de 2019, aos 102 anos de idade. O corpo foi velado na Igreja Matriz do Divino Pai Eterno, de Trindade e sepultado no dia seguinte, após a missa de corpo presente celebrada por D. Washington Cruz, arcebispo de Goiânia.